# Reza Zamaninejad
Reza Zamaninejad (né le 21 septembre 1973) est un archer iranien, puis américain.

## Biographie
Zamaninejad commence le tir à l'arc en 1993. Il participe à ses premières compétitions internationales en 1995. En 2005, il remporte l'argent dans l'épreuve individuelle lors des championnats d'Asie, il s'agit de sa première médaille continentale, mais non pas de sa dernière. En 2007, il remporte sa première médaille en Coupe du monde lors de la manche d'Ulsan. Lors des championnats d'Asie de 2011 disputé dans la capitale de son pays natal, Zamaninejad réalise un triplé en remportant l'or à l'individuelle et en équipe hommes ainsi que l'argent en équipe mixte. Par la suite, même s'il ne remporte plus le même succès, il continue la compétition, cependant sous nationalité américaine.

## Palmarès
- Coupe du monde[2]
  -  Médaille d'argent à l'épreuve individuelle homme à la coupe du monde 2007 de Ulsan.
  -  Médaille d'or à l'épreuve par équipe homme à la coupe du monde 2007 de Ulsan.
  -  Médaille de bronze à l'épreuve par équipe homme à la coupe du monde 2007 de Varese.
  -  Médaille d'argent à l'épreuve par équipe mixte à la coupe du monde 2010 de Shanghai.
  -  Médaille de bronze à l'épreuve par équipe homme à la coupe du monde 2011 de Porec.

- Championnats d'Asie[2]
  -  Médaille d'argent à l'épreuve individuelle homme aux championnats d'Asie 2005 à New Delhi.
  -  Médaille de bronze à l'épreuve individuelle homme aux championnats d'Asie 2007 à Xi'an.
  -  Médaille d'or à l'épreuve par équipe homme aux championnats d'Asie 2011 à Téhéran.
  -  Médaille d'or à l'épreuve individuelle homme aux championnats d'Asie 2011 à Téhéran.
  -  Médaille d'argent à l'épreuve par équipe mixte aux championnats d'Asie 2011 à Téhéran.